# Takayus chikunii
Takayus chikunii là một loài nhện trong họ Theridiidae.
Loài này thuộc chi Takayus. Takayus chikunii được Takeo Yaginuma miêu tả năm 1960.